# Terebla
Terebla (ukrajinsky Теребля, maďarsky Talabor) je ukrajinská řeka v Zakarpatské oblasti v povodí Tisy. Délka toku činí 80 km a povodí má rozlohu 750 km².

## Průběh toku

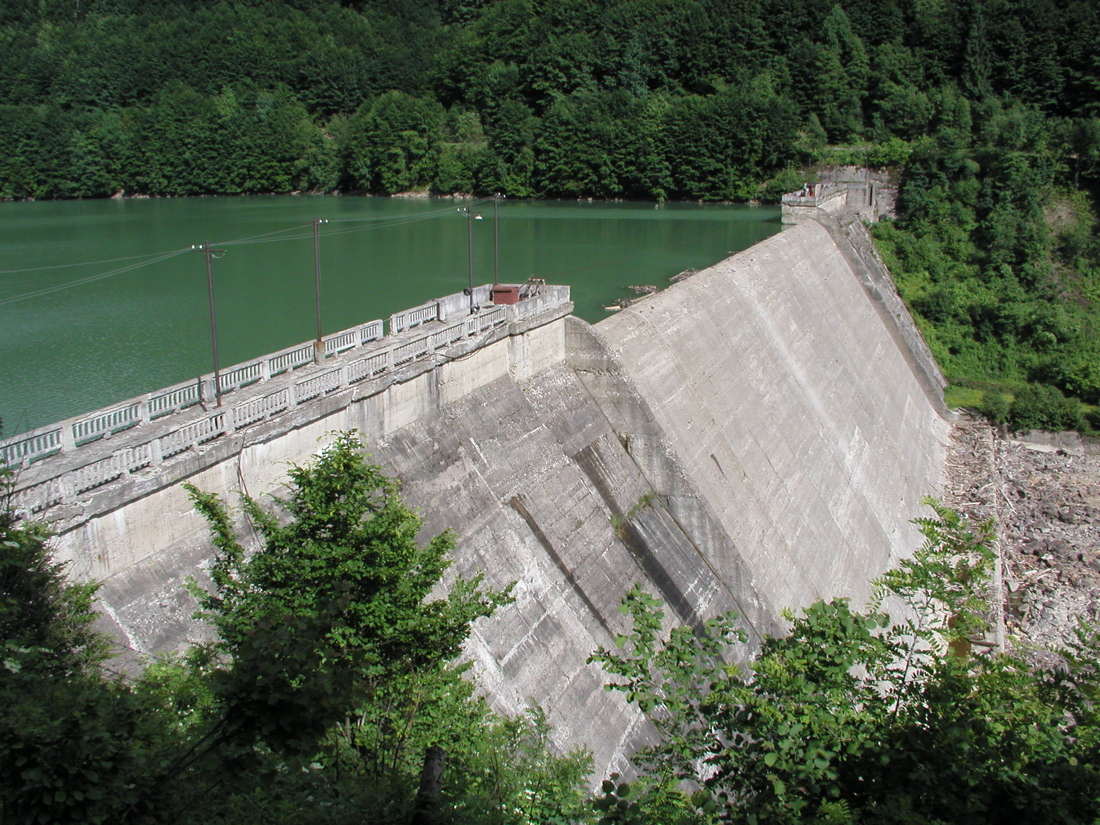
Hráz na Tereble

Řeka vzniká severně od sídla Siněvirská Poljana v okrese Chust v Poloninách soutokem Roztoky a Slobody. Teče jižním směrem místy velmi úzkým říčním údolím. Jižně od města Buštyno ústí do Tisy zprava.

## Využití
Využívá se k zásobování vodou, rybolovu a výrobě energie. Na středním toku mezi horami je přehradní nádrž Vilšany, která se táhne pod poloninou Mančul téměř až ke Koločavě. Z přehradní nádrže je část průtoku svedena 3,6 km dlouhým podzemním potrubním kanálem v západním směru k řece Rika, kde se nachází vodní elektrárna Terebla-Rika (ukrajinsky Теребле-Ріцька ГЕС).